# アッシュリア属州
アッシュリア属州（アッシュリアぞくしゅう、羅: Provincia Assyria）は、116年から118年までのわずか2年間のみ設置されたローマ帝国の属州である。アッシュリア属州を治めていた総督の名が知られておらず属州設置の直後に反乱が起こっていることからローマ帝国の直接的な統治は届いていなかったものと見られており、属州としての実体はなかったと考えられている。

## 歴史
113年にローマ皇帝トラヤヌスはアルサケス朝パルティア（現代のイラク）への軍事作戦に成功し（第五次パルティア戦争）、116年までにアッシュリア属州、アルメニア属州、メソポタミア属州の3属州を設置した。ローマの軍事的勝利にもかかわらず、属州の運営は当初から困難を伴った。116年、Santrucesという名のパルティア人の王子はこの新しいローマ属州の地元民による武装反乱を組織した。反乱の間、アッシュリアとメソポタミアに駐屯するローマ軍は彼らの駐屯地から追い出され、反乱の鎮圧に失敗したローマ軍の将軍は殺された。117年にトラヤヌスが死亡すると、彼の後継者であるハドリアヌスは直近に獲得したばかりであった東方の3属州に関する新たな方針を実行した。ハドリアヌスは帝国が膨張しすぎであると考え、より容易に防衛できる国境線とするためにローマの支配を撤回しようとした。その結果、118年にハドリアヌスはトラヤヌスの設置した3属州から撤退した。

## 場所
トラヤヌスによるパルティアへの軍事作戦の間に設置されたアッシュリア属州の場所は多くの情報源で言及されているが、その正確な場所に関しては若干の意見の相違が存在する。テオドール・モムゼンのような歴史家はその位置に付いて、メソポタミア属州の北に位置しイラン北西部の西部ペルシャ（アトロパテネ王国の領域を含む）まで延びていたとしている。しかし、一部の現代の学者はアッシュリア属州が現代のイラク中部に当たるチグリス川とユーフラテス川の間に位置していたことが、4世紀のローマ歴史家Festusが残した文書によって裏付けられるとしている。また、他の情報源では属州の位置はかつてアディアベネ王国や新アッシリア帝国であったアルメニアとチグリス川の東部の近くに位置していたとしている。

## その後のローマの活動
118年のハドリアヌスによるアッシュリアおよびその近隣の属州からの撤退は、この地域におけるローマによる支配の終了を意味しなかった。161年から165年にかけて、ローマ皇帝ルキウス・ウェルスの指揮の下、ユーフラテス側の東部の領域を再度征服するためにパルティアへの軍事作戦が開始された。さらに197年から198年にかけて、ローマ皇帝セプティミウス・セウェルスによってパルティアへの更なる軍事作戦が行われた。この軍事作戦の成功の後、セウェルスはトラヤヌスが属州を置いたのと同じ地域にオスロエネおよびメソポタミアの2つの属州を設置した。セウェルスもまた、安全保障およびパルティア、後にはサーサーン朝ペルシャからの攻撃を防衛するために、この新たな属州に2つのローマ軍団を配置した。この地域へのローマの影響は363年の皇帝ヨウィアヌスの時代に終わった。ヨウィアヌスはサーサーン朝ペルシャとの間に早急に平和協定を結び、自身の政治力を強化するためにコンスタンティノープルへと撤退した。